# Tutto per mio figlio
Tutto per mio figlio è un film televisivo italiano liberamente ispirato a una storia vera; eventi,  nomi e persone presenti nel film sono frutto della libera espressione creativa degli autori e ogni riferimento a fatti e persone realmente esistenti è puramente casuale. Trasmesso in prima serata su Rai 1 lunedì 7 novembre 2022 e diretto da Umberto Marino.

## Trama
Pesconormanno, Caserta 1996. Raffaele Acampora è un ambulante del casertano che viene vessato dai camorristi perché non vuole più pagare il pizzo. Dopo aver trovato una strada sbarrata con un sindacato al quale chiedeva tutela, decide di fondarne lui stesso uno e riesce fin da subito a raccogliere diverse adesioni tra i colleghi ambulanti, disperati quanto lui. Raffaele decide poi di rivolgersi al maggiore Basile e al Pm D’Arrigo collaborando con loro ad un’operazione che porta all’arresto del veterinario Fernando Cozzolino il quale chiedeva una riffa, il pagamento per una ambigua lotteria, per conto del clan Innaurato venendo colto in flagrante mentre intascava il denaro. Come conseguenza, Raffaele e gli altri ambulanti vengono minacciati e intimati a pagare il doppio al clan. Acampora li tranquillizza e fa pubblicare la notizia del loro sciopero da un giornalista freelance, Sergio De Luca. Riceve inoltre il sostegno del consiglio comunale su iniziativa del consigliere Rea. Le minacce a Raffaele però continuano: prima gli viene rotto il finestrino del furgone sul cui sedile ritrova un coniglio morto, poi gli viene incendiata l’auto e messo sottosopra il giardino di casa. La moglie Anna e l’amico Domenico, il quale è imparentato con i camorristi dai quali è stato messo in guardia, gli chiedono di smetterla di esporsi e di fare denunce mentre i colleghi ambulanti si disimpegnano man mano. Carla, moglie del boss Agostino Innaurato, riunisce gli altri boss alleati chiedendo loro di stare tranquilli e di non toccare Acampora per il momento sebbene questo sia andato a indagare su una società a loro collegata, la Santa Chiara. Questi però non ne vogliono sapere e uno di loro, Costella, incarica Domenico Fierro e il suo amico Vincenzo di eliminare Raffaele per far ricadere la colpa su Agostino Innaurato che sta collaborando con la giustizia. Carla Innaurato avvicina la sorella di Raffaele e offre dei soldi per farlo ripartire per il Canada dove potrebbe rifarsi una vita ma lui, quando lo viene a sapere, rifiuta sdegnato. La moglie, disperata, si presenta alla villa degli Innaurato e chiede a Carla di graziare Raffaele. Anna non riesce proprio a far ragionare il marito che imperterrito vuole continuare con le sue azioni. Carla tenta quindi di chiamare Raffaele al sindacato ma la linea è occupata ed è troppo tardi perché viene ucciso da Domenico. Ai funerali di Raffaele, sono presenti oltre alla famiglia, anche il Maggiore Basile e Sergio De Luca le uniche persone che non lo hanno mai abbandonato. In un commovente discorso, Peppino promette sulla tomba del padre di studiare. Pesconormanno, 2022: Peppino ormai uomo, non solo ha mantenuto la promessa fatta al genitore, ma ha anche onorato la sua memoria portando avanti la sua battaglia contro l'illegalità. Peppino, infatti ha trasformato villa Iannurato nel ristorante di una cooperativa; incoraggia le persone a ribellarsi al pizzo organizzando cortei e manifestazioni, ma soprattutto racconta alle persone la storia del suo coraggioso padre nella speranza che possano sentirsi da lui ispirate.  Pesconormanno è oggi un posto migliore, esattamente come aveva sempre desiderato Raffaele. 

## Produzione
Il film è stato prodotto da Rai Fiction in collaborazione con Compagnia Leone Cinematografica. Il titolo provvisorio era Un eroe piccolo piccolo.

### Riprese
Le riprese del film si sono svolte nell’estate del 2021 in alcuni comuni in gestione a Caserta tra cui la stessa Caserta con la sua Reggia,e nel Lazio specialmente a Sora, che ha concesso il patrocinio onorifico, e nei suoi dintorni. Le scene del mercato agricolo di Pesconormanno sono state girate nella zona della Giustiniana, a Roma; quelle del consiglio comunale nel palazzo del Comune di Albano Laziale (RM).

## Accoglienza
Il film è andato in onda in prima serata su Rai 1 lunedì 7 novembre 2022 e ha totalizzato 3 437 000 telespettatori pari al 19,9% di share.